# Scanzonissima
Scanzonissima è stato un programma varietà televisivo italiano andato in onda su Rai 2 dal 16 maggio al 6 giugno 2018 in prima serata con la conduzione di Gigi e Ross. Era tratto dal format inglese di ITV Sing if you can.

## Il programma
In questo programma, si sfidano due squadre divise in Band composte da tre personaggi VIP capitanati ognuno da un cantante. Il gioco consiste nel cantare delle canzoni affrontando delle prove di resistenza fisica (cantare dentro una vasca piena d'acqua ghiacciata, cantare a piedi nudi sui ceci o sulle uova, cantare restando in equilibrio su un disco rotante, ecc.). Al termine di ogni sfida, il giudice supremo che è una voce femminile e sensuale impersonificata da Fabiana Sera, chiamata dai conduttori App Però, stabilirà quale delle due band ha cantato meglio e ha raggiunto gli obiettivi. 
Al termine della trasmissione, la band che avrà vinto più sfide si aggiudicherà il titolo di Scanzonissima.

## Prove
- Lullaby: in questa prova, due componenti per band, nei panni di due camerieri di un ristorante devono servire degli avventori in un locale, oppure portare delle cassette della frutta cantando una canzone collegati a degli elettrostimolatori che rilasciano delle piccole scariche elettriche. Il gioco prevede due manches, con 5 punti che vanno alla squadra migliore e 3 a quella peggiore.
- Champagne: in questa prova, un componente per band, deve cantare a piedi nudi seduto su un’altalena collegata al soffitto che sale e scende in fondo a un grande contenitore pieno di ghiaccio. Il gioco prevede due manches, con 5 punti che vanno alla squadra migliore e 3 a quella peggiore.
- Walk on the wild side: in questa prova, tutti i componenti di ogni band devono cantare camminando a piedi nudi su un tappeto di oggetti diversi (mattoncini colorati, ceci, sassi, biglie, pasta secca, ecc.) raccolti in quadrati. Ogni VIP, parte in staffetta e solo dopo aver completato il suo percorso può passare il microfono all’altro componente, per poi accompagnarlo nel cammino. Il gioco prevede due manches, con 5 punti che vanno alla squadra migliore e 3 a quella peggiore.
- 9 accappatoi e mezzo: in questo gioco, partecipano due protagonisti per ogni band, di cui uno canta e l'altro veste il compagno. Lo scopo della prova, è quello di far indossare il maggior numero di accappatoi al compagno che continua a cantare. Questa manche prevede anche un bonus di 2 punti per chi è riuscito a indossare più accappatoi.
- Aggiungi un posto al tavolo: in questa manche, due componenti per band, devono cantare in duetto una canzone, stando al centro di un tavolo da ping pong con degli occhiali protettivi mentre due maestri di tennistavolo giocano una partita. La prova prevede due manches, con 5 punti che vanno alla squadra migliore e 3 a quella peggiore.
- Nessun dolore: in questa prova, due VIP di cui uno per band, devono cantare a duetto una canzone distesi su una sdraio, mentre due ragazze fanno loro una ceretta a freddo. Al termine della manche, la squadra che avrà cantato meglio vincerà 5 punti, mentre l'altra prenderà 3 punti.
- Ci vuole un fisico bestiale: in questa manche, due VIP di cui uno per band, devono cantare a duetto correndo su un tapis-roulant, con delle pinne ai piedi. Al termine della manche, la squadra che avrà cantato meglio vincerà 5 punti, mentre l'altra prenderà 3 punti.
- Midnight City: in questo gioco, due VIP di cui uno per band, devono cantare a duetto mentre vengono esplosi dei palloncini intorno a loro. Al termine della manche, la squadra che avrà cantato meglio vincerà 5 punti, mentre l'altra prenderà 3 punti.
- Despacito: in questa prova, due VIP di cui uno per band, devono cantare a duetto sui tacchi a spillo, oppure correndo dentro dei sacchi di iuta e inseguire un microfono attaccato a una macchina telecomandata. Al termine della manche, la squadra che avrà cantato meglio vincerà 5 punti, mentre l'altra prenderà 3 punti.
- L'ombelico del mondo: in questo gioco, due VIP di cui uno per band, devono cantare a duetto mentre danzano insieme con tre ballerini over-size che hanno il compito di intralciare la loro esibizione. Al termine del gioco, la squadra migliore guadagnerà 5 punti, mentre l'altra 3 punti.
- Ain't Nobody: in questa prova, un componente per band, deve cantare una canzone munito di casco, stando fermo sotto un canestro, mentre tre cestisti tirano la palla per fare centro. La prova prevede due manches, con 5 punti che vanno alla squadra migliore e 3 a quella peggiore.
- Rendez Vous: in questo gioco, due componenti per band, devono cantare attaccati a un elastico e devono raggiungere un microfono, posto a qualche metro di distanza, cercando di resistere alla forza della molla che li tira indietro. La prova prevede due manches, con 5 punti che vanno alla squadra migliore e 3 a quella peggiore.
- La Bambola: in questa prova, un componente per band, dentro un grande abito condiviso con un'altra persona deve cantare una canzone girando sul palco tra pentole, condimenti e vari oggetti. La prova prevede due manches, con 5 punti che vanno alla squadra migliore e 3 a quella peggiore.
- Lost On You: in questo gioco, un VIP per band, deve cantare con delle particolari calzature indossate (sci, racchette, scarponi da neve, ecc.) camminando su un percorso a ostacoli. La prova prevede due manches, con 5 punti che vanno alla squadra migliore e 3 a quella peggiore.
- Lost In The Rhythm: in questa prova, due VIP di cui uno per band, devono cantare a duetto mentre ricevono dei massaggi da parte di due specialiste thailandesi. Al termine del gioco, la squadra migliore guadagnerà 5 punti, mentre l'altra 3 punti.
- How Deep Is Your Love: in questo gioco, due VIP per band, devono cantare a duetto rimanendo in equilibrio su una trave orizzontale mentre i concorrenti della squadra avversaria sparano contro di loro alcune palline. La prova prevede due manches, con 5 punti che vanno alla squadra migliore e 3 a quella peggiore.
- Giradischi: è il gioco finale che decide la squadra vincitrice della puntata. In questa prova, i due capitani delle band cantano il brano prescelto, mentre i componenti delle loro rispettive band devono cercare di restare in piedi il più possibile sopra un giradischi rotante. Per ogni componente che cade vi è un punteggio variabile: dove il primo che cade prende un punto; il secondo 2 punti; il terzo 3 punti; il quarto 5 punti; il quinto 7 punti e l'ultimo che prende 9 punti. Al termine della prova, la somma dei punteggi decreterà la squadra vincitrice della puntata. A partire dalla seconda puntata, il gioco cambia e vengono fatte due manches in cui le due band, di cui prima l'una e poi l'altra, devono rimanere il maggior tempo possibile cantando tutti una canzone sopra il giradischi rotante. La band che rimarrà più tempo sopra il giradischi dopo che sono caduti tutti i componenti guadagnerà 8 punti.

## Edizioni
| Edizione | Presentatore | Inizio         | Fine          | Puntate | Telespettatori | Share |
| -------- | ------------ | -------------- | ------------- | ------- | -------------- | ----- |
| 1ª       | Gigi e Ross  | 16 maggio 2018 | 6 giugno 2018 | 4       | 1139000        | 5,38% |

## Puntate e ascolti

### Prima edizione
In grassetto la squadra vincitrice di puntata.
| Puntata | Messa in onda  | Squadre | Squadre | Ospiti    | Telespettatori | Share |
| ------- | -------------- | --- | --- | --------- | -------------- | ----- |
| 1       | 16 maggio 2018 | Inibeatles: Donatella Rettore (capitano), Valeria Altobelli, Gianluca Impastato, Andrea Perroni                                               | Bee Jeans: Valerio Scanu (capitano), Gianluca Fubelli, Veronica Maya, Ilenia Lazzarin                                       | nessuno   | 1265000        | 5,40% |
| 2       | 23 maggio 2018 | Offesis: Mietta (capitano), Filippo Bisciglia, Barbara Foria, Francesco Cicchella                                                             | Depesc mort: Mudimbi (capitano), Valeria Graci, Benedetta Mazza, Sergio Múñiz                                               | Tony Figo | 1076000        | 4,70% |
| 3       | 1º giugno 2018 | The Manicure: Maryam Tancredi (capitano), Attilio Fontana, Michela Andreozzi, Antonio Mezzancella, Pasquale Palma                             | Col Plaid: Andrea Butturini (capitano), Pamela Prati, Alessia Macari, Peppe Iodice, Raffaella Fico                          | Tony Figo | 1079000        | 5,50% |
| 4       | 6 giugno 2018  | Equipe Ottantacoatti: Marco Carta (capitano), Gianluca Fubelli, Stefano Chiodaroli, Fabrizio Casalino, Eleonora Cortini, Maria Teresa D'Alise | I Cugini di Lasagna: Deborah Iurato (capitano), Giorgio Mastrota, Andrea Pisani, Luca Peracino, Giulia Luzi, Pamela Camassa | nessuno   | 1137000        | 5,90% |
| Media   | Media          | Media | Media | Media     | 1139000        | 5,38% |